# Камио Мицуоми
Камио Мицуоми (яп. 神尾光臣, 27 февраля 1856 — 6 февраля 1927) — генерал Императорской армии Японии.
Камио Мицуоми был сыном Камио Хэйдзабуро, самурая из клана Сува провинции Синано (современная префектура Нагано). В 1874 году он окончил военную академию, во время восстания княжества Сацума в 1877 году был сержантом пехоты императорской армии. Он быстро продвигался по службе, и уже к концу года стал младшим лейтенантом, а в 1882 году — старшим лейтенантом.
В 1885—1886 годах Камио Мицуоми был японским военным атташе в Цинской империи, в это время он был произведён в капитаны. По возвращении в Японию занимал различные штабные должности, в декабре 1891 года стал майором.
В 1892—1894 годах он опять служил военным атташе в Китае. Во время японо-китайской войны 1894—1895 годов Камио Мицуоми служил офицером штаба 2-й армии, и к концу войны стал подполковником. В 1897 году он был произведён в полковники и получил под командование 3-й полк Императорской гвардии.
С февраля 1899 года по апрель 1900 Камио Мицуоми был в командировке в Европе. В 1900 году он стал начальником штаба 1-й дивизии, в 1901 — начальником штаба 10-й дивизии, в 1902 году был произведён в генерал-майоры.
Во время русско-японской войны 1904—1905 годов и после неё Камио Мицуоми командовал различными частями, не принимавшими участия в боях: 22-й бригадой, Гарнизонной армией в Китае, 9-й дивизией, 18-й дивизией. В декабре 1908 года он был произведён в генерал-лейтенанты, с 1912 года был командующим 18-й дивизией.
В начале Первой мировой войны Камио Мицуоми был назначен командующим союзными войсками во время осады Циндао. Он воспользовался преимуществом в коротких линиях снабжения и сделал упор на подавляющее превосходство в огневой мощи, чтобы как можно больше избежать потерь живой силы. После двухмесячной осады Циндао был взят с относительно небольшими потерями. Некоторое время после этого Камио Мицуоми был японским губернатором Циндао, в июне 1916 года был произведён в полные генералы. Месяц спустя он был возведён во дворянство, получив баронский титул.
В августе 1917 года Камио Мицуоми был переведён в резерв, в 1925 году вышел в отставку. Он скончался в 1927 году и был похоронен на кладбище Дзосигая в центре Токио.